# VOB Zentrag
Zentrag ist eine Abkürzung für die im Oktober 1945 in der sowjetischen Besatzungszone gegründete Zentrale Druckerei-, Einkaufs- und Revisionsgesellschaft mbH  Als spätere VOB Zentrag unterstand die Zentrag dem Zentralkomitee (ZK) der SED und wurde direkt vom Apparat des ZK geleitet. Die Zentrag wurde 1990 aufgelöst.

## Geschichte
Um nach einer Forderung aus Lenins Aufsatz Parteiorganisation und Parteiliteratur autark in der Produktion von Ideologie zu bleiben, unterstellte sich die SED eine Großzahl Druckereien und Verlage sowie die Verwaltung der Papierkontingente. Die Zentrag umfasste über 90 Druckereien, Zeitungsverlage und Vertriebsorgane. Auf zentraler und Bezirksebene gehörten alle Verlage von SED- und FDJ-Zeitungen der Zentrag an. Durch die VOB Zentrag hatte die SED das Monopol über etwa 90 Prozent der Druckkapazitäten der DDR. Neben den Mitgliedsbeiträgen der SED trug die VOB Zentrag einen wesentlichen Anteil an der Finanzierung der Parteiarbeit. Im Jahr 1989 subventionierte die SED die ihr unterstehende Presse mit 332 Millionen Mark.
An der Spitze der Zentrag standen die Geschäftsführer bzw. Hauptdirektoren:
Karl Huth und Adolf Rupprecht (paritätisch, 1946–1949), Erwin Brillke und Rudolf Bernstein (1949–1950), Paul Hockarth (ab 1950), Sepp Hahn (1953–1954), Paul Dampmann (1954–1957), Heinz Sonntag (1957–1961), kommissarisch Hans Hirschfeld (1961–1963, stellvertretender Hauptdirektor). Ab 1963 waren die Leiter Generaldirektoren und hießen:
Paul Hockarth (1963–1967), Paul Kubach (1967–1983) sowie Werner Würzberger (1983–1990), der letzte Generaldirektor der Zentrag.
Nach der Wiedervereinigung Deutschlands verwalteten die Treuhandanstalt und die Bundesanstalt für vereinigungsbedingte Sonderaufgaben treuhänderisch das Vermögen der VOB Zentrag. Die vorhandenen Dokumente (Jahresbilanzen, Sitzungsprotokolle u. a.) wurden dem Bundesarchiv in Berlin-Lichterfelde übergeben.